# Gliese 581 f
Gliese 581 f és un exoplaneta en el sistema Gliese 581, a la constel·lació de la Balança, situat a 20 anys llum de la Terra. El seu descobriment va ser anunciat el 29 de setembre 2010. El planeta va ser detectat mitjançant mesuraments de la velocitat radial combinant les dades de l'instrument HIRES del telescopi Keck 1 i l'instrument HARPS del telescopi de 3,6 metres d'ESO a l'Observatori de la Silla.